# William Gasparini
 (septembre 2010).
William Gasparini est un sociologue franco-italien spécialisé dans l'étude du sport et de ses organisations dans la société contemporaine.

## Biographie et formation
William Gasparini est un sociologue qui étudie les usages sociaux et politiques du sport dans la France et l'Europe contemporaines. Il est marié à Josiane Nervi, docteure en mathématiques, maître de conférences à l'université de Strasbourg, directrice de l'Institut de Recherche sur l'Enseignement des Mathématiques (2013-2019) et titulaire d'un master en Langue et littérature italiennes. Il est le père de deux enfants, Adrien et Vincent.
Né dans une famille populaire issue de la 3e grande vague d'immigration italienne de l'après 2e guerre mondiale, William Gasparini grandit dans une petite ville de la banlieue mulhousienne. Après un baccalauréat en sciences économiques et sociales au lycée Montaigne de Mulhouse, son double parcours universitaire (en sciences du sport et en sociologie) et sa connaissance pratique des activités physiques et sportives (ancien volleyeur de niveau national et enseignant d'éducation physique en début de carrière, en France et au Maroc) lui ont permis d'appréhender les pratiques, organisations et politiques sportives comme des postes d'observation des changements sociaux, des usages politiques et des fonctions sociales attribuées au sport. Au cours de sa formation doctorale, il participe en 1995 à un séminaire  avec Pierre Bourdieu dans le cadre duquel il lui présente sa recherche sur les organisations sportives. 
Titulaire d'une Agrégation d'Éducation Physique et Sportive, d'un DEA de sociologie et d'ethnologie, d'un doctorat de sociologie et d'une Habilitation à Diriger des Recherches en Sociologie, il est actuellement professeur de sociologie en STAPS (Sciences et Techniques des Activités Physiques et Sportives) à l'université de Strasbourg où il a dirigé l'École doctorale "Sciences Humaines et Sociales. Perspectives européennes" de 2017 à 2023.
Il a également été directeur du  laboratoire "Sport et sciences sociales" (2007-2014) et du Master pluridisciplinaire en Sciences du sport (2006-2015).
Membre élu dans plusieurs conseils centraux depuis 2000 (Conseils scientifiques de l'université Marc Bloch et de la Maison Interuniversitaire des Sciences de l'Homme d'Alsace, Conseil d'Administration et commission Recherche de l'Université de Strasbourg, CA de l'Association Française de Sociologie) et doyen de la Faculté des sciences du sport de 2014 à 2016, il est également membre fellow de l'Insitut d'Études Avancées de l'Université de Strasbourg (USIAS) de 2013 à 2015, titulaire par deux fois d'une Chaire européenne Jean Monnet en sociologie du sport de 2015 à 2023 et Visiting Fellow à l'Institut des Etudes Avancées de l'université de Bologne en 2023-2024.

### Enseignement
William Gasparini enseigne principalement la sociologie du sport, de l'action publique et de l'intégration à la Faculté des sciences du sport, la sociologie de l'Europe à Science Po Strasbourg et la sociologie des territoires à la Faculté de géographie et d'aménagement à l'université de Strasbourg. Il a également assuré des enseignements de sociologie du sport en Italie (universités de Bologne, Cassino, Urbino et Enna) et a encadré de nombreuses formations doctorales en SHS à l'École doctorale "Sciences Humaines et Sociales. Perspectives européennes".
Il a dirigé 25 doctorantes et doctorants à l'université de Strasbourg sur différents sujets de thèse en sociologie du sport (le corps pugilistique, le ski associatif en Alsace au temps du Reichsland, la mobilisation des cadres d'entreprise par le sport, les sociabilités dans les associations sportives, le sport communautaire en France, en Allemagne et au Liban, la démocratie participative dans le sport local, l'européanisation du sport, l'organisation du sport pour les personnes handicapées, le supportérisme et l'engagement militant en Turquie, la reconversion des sportifs de haut niveau, les dispositifs de sport-santé dans les quartiers populaires, l'intégration des migrants par le sport...).

## Recherches
Les travaux du sociologue s'inscrivent dans une démarche dite de sociologie critique, souvent proche de la sociologie bourdieusienne. C'est le cas notamment de sa thèse sur les organisations sportives, soutenue en 1995 à la Faculté des Sciences sociales de Strasbourg sous la direction de Christian de Montlibert, et de plusieurs de ses articles de sociologie,,. Centrées sur une approche post-structuraliste et constructiviste des transformations, enjeux et usages sociaux, politiques et symbolique du sport, ses recherches portent sur différents terrains et échelles géographiques (en France et en Europe). Il a également dialogué avec des historiens à travers la co-publication de textes sur le football (par exemple G. Noiriel, A. Wahl ou F. Archambault).
William Gasparini a publié 16 ouvrages, 55 articles dans des revues scientifiques (en français, en italien, en anglais et en allemand), 51 chapitres d’ouvrage et coordonné 10 dossiers de revue sur ces questions. Membre de l'Institut Thématique Interdisciplinaire Makers (La fabrique de l'Europe - université de Strasbourg), il travaille depuis 2015 sur les processus d’européanisation des citoyens par le sport et la circulation des catégories et des modèles sportifs au sein de l'UE à partir d'une analyse des "entrepreneurs sportifs d'Europe". Il a obtenu une délégation au CNRS en 2020 sur ce programme. Il est également membre du comité scientifique du Centre d'excellence transfrontalier franco-allemand Jean Monnet et responsable d'un séminaire sur le sport transfrontalier. En 2023-2024, il est nommé Visiting professor à l'Institut des Etudes Avancées de l'université de Bologne.
William Gasparini a été invité dans plusieurs universités étrangères pour y présenter ses recherches et/ou assurer des formations doctorales ( Rome, Bologne, Milan, Florence, Enna, Liège, Bruxelles, Mc Gill -Montréal-, Ottawa, université de la Sarre -Allemagne-, Lisbonne, université Mohammed V à Rabat...). Il a participé à la création du réseau de sociologie du sport au sein de l'Association Italienne de Sociologie et travaille régulièrement avec les chercheurs de l'université de Bologne. Evaluateur pour des revues francophones  de sciences sociales, il a également expertisé des articles pour les revues italiennes Mondi migranti, Culture e studi del sociale, ERACLE - Journal of Sport and Social Sciences.
Il a rempli plusieurs missions d'expertise en recherche et formation : pour les agences d'évaluation de la recherche et de l'enseignement supérieur (évaluation de projets de recherche pour l'ANR et évaluation des écoles doctorale et des laboratoires en SHS pour l'AERES puis le HCERES, expertise de dossiers de candidature CIFRE pour l'ANRT), pour le Conseil de recherche en sciences humaines du Canada, l’université de Bologne, le Conseil de l'Europe.
William Gasparini est notamment connu pour ses ouvrages Sociologie de l'organisation sportive (collection "Repères" aux éditions La Découverte, 2000), Le sport dans les quartiers (PUF, 2008, avec G. Vieille Marchiset) et Le football des nations (Editions de la Sorbonne,  2018, avec F. Archambault et S. Beaud), sa coordination de dossiers sur le sport dans plusieurs revues de sciences sociales (Sociétés contemporaines, Politique européenne, Savoir(s) agir, Revue d'Allemagne et des pays de langue allemande, Sciences sociales et sport, Pôle Sud - Revue de science politique de l'Europe méridionale- , Culture e studi del sociale, Journal of Bordelands Studies, Humanisme), ses nombreuses publications sur le travail, l'intégration, l'immigration, le "sport-santé", le football, le sport et l'Europe et ses articles et tribunes dans la presse généraliste et académique (Le Monde,,,,,, L'Humanité,,, Libération,,,, The Conversation,,, L'Obs). Il est régulièrement interrogé dans les médias à l'occasion de grands événements sportifs (Euro de football, Coupes du monde, ...) ou sur des questions d'actualité liées au sport et à la politique.
Il co-dirige avec Fabien Archambault la collection « Sport en société » aux Presses Universitaires de Strasbourg et est membre du comité scientifique de la collection « Sport, corpo e società » (Ed. FrancoAngeli, Bologne).
Engagé dans plusieurs associations militantes, notamment de 1995 à 2015 (Conseil scientifique d'ATTAC, Raisons d'agir, SNESUP...), il a également publié des textes sur les réformes néolibérales, l'université, la laïcité,,ou le démantèlement de l’Etat social

## Publications

### Quelques ouvrages (liste non exhaustive)
- (2000), Sociologie de l'organisation sportive, Paris, La Découverte, coll. "Repères"
- (2007), L’institutionnalisation des pratiques sportives et de loisir, Paris, Ed. Le Manuscrit, coll. "Université-Recherche"[47]
- (2007) avec JP Durand, Le travail à l’épreuve des paradigmes sociologiques, Toulouse, Ed. Octares[48]
- (2008) avec G. Vieille-Marchiset, Le sport dans les quartiers. Pratiques sociales et politiques publiques, Paris, PUF[49]
- (2010) avec C. Talleu, Sport and Discrimination in Europe, Strasbourg, Council of Europe Publishing
- (2012) avec L. Pichot, Les compétences au travail : sport et corps à l'épreuve des organisations, Paris, L'Harmattan, coll. "Logiques sociales"[50]
- (2017), L’Europe du football. Socio-histoire d’une construction européenne, Strasbourg, Presses Universitaires de Strasbourg[51]
- (2018) avec F. Archambault et S. Beaud, Le football des nations. Des terrains de jeu aux communautés imaginées, Paris, Editions de la Sorbonne, coll. "Poche"[52]
- (2021) avec S. Knobé, Le sport-santé. De l’action publique aux acteurs sociaux, Strasbourg, Presses universitaires de Strasbourg [53]

Coordination de dossiers dans des revues scientifiques
- Hernandez Y., Gasparini W., Perrin-Malterre C. (2025),  Cross-border sport and leisure: public action, practices and usage in the European Union, Journal of Borderlands Studies, vol. 40, n° 1
- Gasparini W., Russo G. (2022), Integration by Sport and Physical Activities? Comparing European perspectives, revue Culture e studi del sociale (Italie),Vol. 6 (2)[54]
- Gasparini, W.(2018), L’Europe selon le football, revue Pôle Sud (Revue de science politique de l’Europe méridionale), no 47
- Gasparini W. & Koebel M., (2015), Comparer le sport, revue Sciences sociales et sport, no 8, juin 2015.
- Gasparini, W. (2013), France-Allemagne : le sport à l'épreuve des identités, Revue d'Allemagne et des pays de langue allemande, no 4, janvier 2013.
- Gasparini, W., Polo J-F. (2012), L’espace européen du football. Dynamiques institutionnelles et constructions sociales, revue Politique européenne, no 36, mars 2012.
- Gasparini, W. & Koebel, M. (2011). La double réalité du monde sportif, revue Savoir/ Agir, no 15, mars 2011.
- Gasparini, W. (2008), L’intégration par le sport ?, revue Sociétés contemporaines (Presses de Sciences Po), no 69, mars 2008

### Quelques articles (liste non exhaustive)
- W. Gasparini, « Les associations sportives dans le bassin de vie strasbourgeois », Les Annales de la recherche urbaine, vol. 79, 1998, pp. 101-111
- W. Gasparini, « La Face cachée de l’industrie du loisir : Nouvelles Formes de domination au travail dans le champ de l’offre sportive commerciale », Loisir et société / Society and Leisure, Canada, vol. 27, n° 1, novembre 2004, pp. 45-67.
- W. Gasparini, « Sport, démocratie participative et pouvoir local en Alsace », Espaces et sociétés : Revue internationale des sciences sociales, n° 123, 2006, pp. 52-67.
- W. Gasparini, « L’Intégration par le sport : Genèse politique d’une croyance collective », Sociétés contemporaines, no 69, mars 2008, Presses de Sciences Po, pp. 7-23.
- W. Gasparini, P. Weiss, « La Construction du regroupement sportif « communautaire » : L’Exemple des clubs de football turcs en France et en Allemagne », Sociétés contemporaines, no 69, mars 2008, pp. 73-99.
- W. Gasparini, « Les Champions des cités : Parcours migratoires et effet de quartier », Hommes et migrations, n° 1285, mai-juin 2010, pp. 108-124.
- W. Gasparini, M. Heidmann, « Le traitement européen des migrations de jeunes footballeurs : nouvel enjeu de pouvoir à l’échelle européenne ? », revue Politique européenne, no 36, juin 2012, p. 22-51.
- W. Gasparini, G. Noiriel, « S’intégrer dans la communauté nationale par le sport : sociogenèse d’une catégorie de pensée », Revue d’Allemagne et des pays de langue allemande, n°4, 2013.
- S. Digennaro, W. Gasparini, « La costruzione di una Europa sociale dello sport », Rivista di Scienze dell'Amministrazione, n° 1, Italie, 2013, p. 27-44
- W. Gasparini, W., S. Knobé, R. Didierjean., “Physical activity on medical prescription: A qualitative study of factors influencing take-up and adherence in chronically ill patients”, Health Éducation Journal, 2015, Vol.74, N°6, 2015, pp.720-731
- W. Gasparini, M. Koebel, « Pratiques et organisations sportives : pour un comparatisme réflexif », Sciences sociales et sport, n°8, 2015, p. 9-19
- W. Gasparini, M. Koebel, « Le football communautaire : enquête dans les clubs alsaciens », Sciences de la Société, n° 101, 2019, p. 145-168
- W. Gasparini, « Fare società attraverso lo sport. L'esempio delle società calcistiche comunitarie in Alsazia (Francia) », revue Mondi migranti (Italie), N°3, 2021
- W. Gasparini « Vendre l’Europe ? Le sport comme vecteur de communication du projet européen (1966-1985) », Politique européenne, 2021
- Bourbillère H., Gasparini W., Koebel M. (2021), « Local protests against the 2024 Olympic Games in European cities : the cases of the Rome, Hamburg, Budapest and Paris 2024 Bids », Sport in society, 1-26 https://doi.org/10.1080/17430437.2021.1960312
- F. Doppler-Speranza, and W. Gasparini, « Europe Gets More Game Everyday’. Professional Basketball, Transatlantic Sports Models and European Integration since the 1950s », Journal of European Integration History, vol. 27, no. 2, 2022, pp. 303–322
- Gasparini W., Praticare unʼattività fisica prescritta da un medico: unʼindagine su pazienti affetti da una malattia cronica a Strasburgo (Francia), Salute e società (Italie), n°2, 2023.
- Gasparini W., « Sport: elementi per una critica sociologica », La critica sociologica (Italie), vol 225/1, 2023
- Maugendre A., Gasparini W., « Trajectories and Figurations: An analysis of sports Elite in Lebanon », International Review for the Sociology of Sport, 2024
- Gasparini W., Gâteau A., « A sport that crosses borders? Sociology of cross-border sporting exchanges: the Franco-German example », Journal of Borderlands Studies, 2025